# Alexandre Geniez

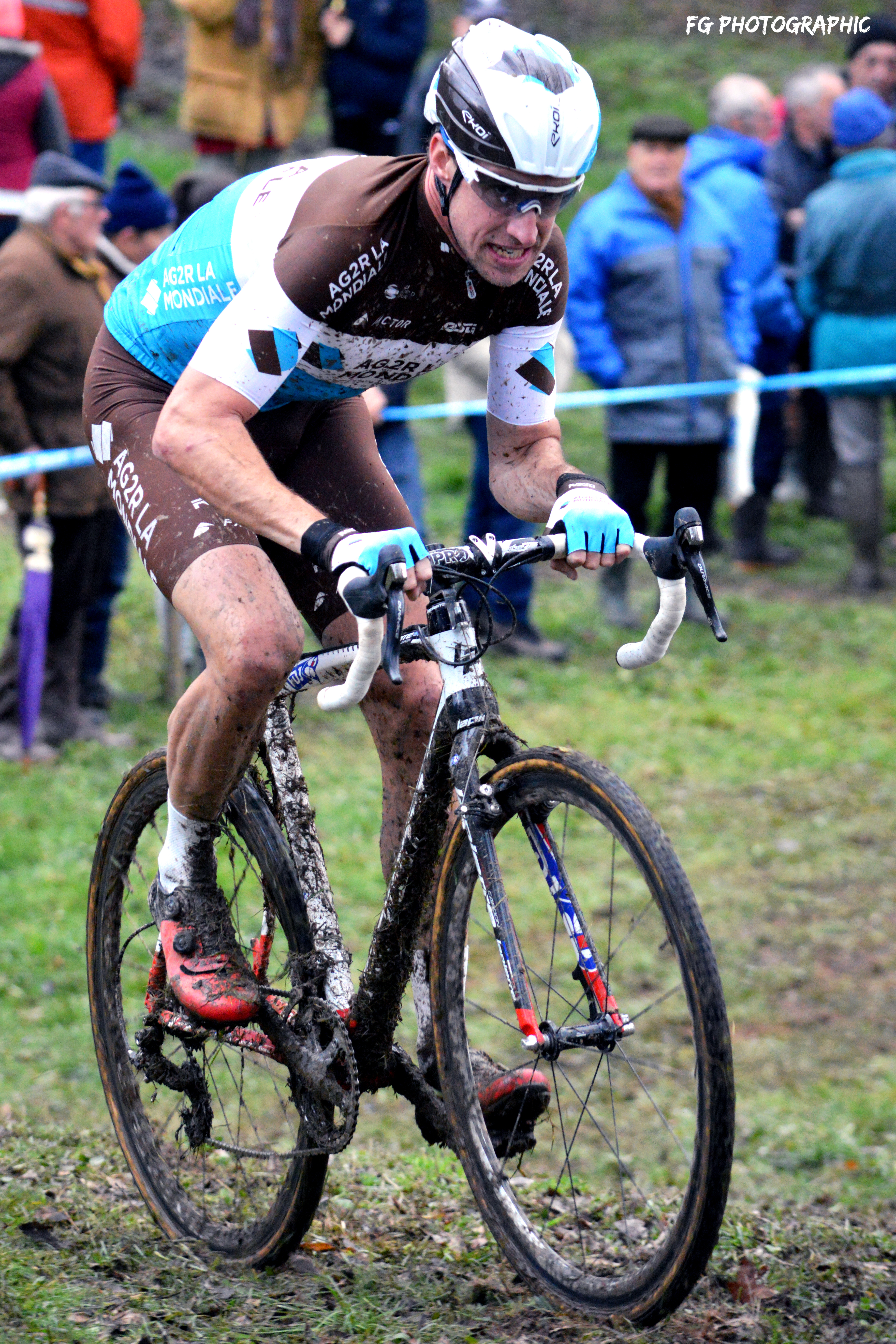
Alexandre Geniez- Cyclo-cross Montbron-Eymoutiers (décembre 2018)

Alexandre Geniez est un coureur cycliste français né le 16 avril 1988 à Rodez, professionnel de 2010 à 2022. Il a remporté dix-sept victoires professionnelles, dont trois étapes du Tour d'Espagne entre 2013 et 2018.

## Carrière

### Carrière amateur
Alexandre Geniez a grandi à Flavin. Il commence le sport cycliste par le VTT avant d'évoluer ensuite sur route. Ayant acheté son premier vélo de route en 2006, il remporte sa première course en 2007. Il dispute la saison 2009 au sein du VC La Pomme Marseille. Avec cette équipe, il remporte le classement final de la Ronde de l'Isard d'Ariège à la suite notamment de deux deuxièmes places lors d'étapes de montagnes. Il remporte aussi une étape du Tour de la vallée d'Aoste et termine deuxième du Tour de Gironde. Il est sélectionné pour les championnats du monde de cyclisme sur route espoirs de Mendrisio remportés par son compatriote Romain Sicard. Il en prend la onzième place.

### Carrière professionnelle

#### Les débuts aux Pays-Bas (2010-2012)
En 2010, il quitte les rangs amateurs en s'engageant dans l'équipe néerlandaise Skil-Shimano pour une durée de trois ans. Sa première performance notable est une huitième place au sommet du Mont Faron lors de la dernière étape du Tour méditerranéen. En juin, lors du Tour de Luxembourg, il se classe septième du classement général après avoir notamment fini à la troisième place de la troisième étape. Deux semaines plus tard, il termine deuxième à dix secondes du contre-la-montre en côte entre Loudenvielle et Peyragudes de la Route du Sud. Ainsi, il figure également à la deuxième place au classement général à 10 secondes de David Moncoutié.
En 2011, il obtient plusieurs places d'honneur en début de saison. Quatrième du Critérium international, il est aussi cinquième du Circuit de la Sarthe et sixième du Tour de Murcie. Il termine en juin à la deuxième place du Tour de Luxembourg derrière Linus Gerdemann. Le 6 juillet 2011, Alexandre Geniez remporte sa première victoire en tant que professionnel lors de la quatrième étape du Tour d'Autriche. Le Tour d'Espagne 2011 est son premier grand tour. Diminué physiquement, il le termine en 159e position avec une place de troisième lors de la dix-huitième étape.
En 2012, lors de la dernière étape du Critérium international au col de l’Ospedale, il attaque à 7 km de l'arrivée, il résiste mais se fait reprendre par Cadel Evans à 2 km de l'arrivée. Il termine 11e de l'étape et 17e au classement général. Au Circuit de la Sarthe, il confirme sa bonne condition en terminant 8e du classement général. En mai, il termine à la 59e place du Tour de Californie. Malgré une 27e place au classement général du Critérium du Dauphiné en juin, son équipe Argos-Shimano ne le sélectionne pas pour le Tour de France, préférant organiser l'équipe autour du sprinter Marcel Kittel. Conscient qu'il n'a pas sa place dans une équipe tournée vers les sprints, il déclare quitter Argos-Shimano à la fin de l'année. En juillet, il termine à la 9e place du Tour de Pologne, son meilleur classement dans une course du World Tour.

#### FDJ (2013-2016)
Convoité par plusieurs équipes françaises, et plus tard par Sky, Alexandre Geniez annonce en août 2012, durant la Vuelta, s'engager à partir de 2013 avec la FDJ de Marc Madiot pour deux ans. Il est notamment chargé de seconder Thibaut Pinot.
Alexandre Geniez réalise un début de saison 2013 honorable qui le voit terminer 9e du Tour méditerranéen en février avec notamment une quatrième place dans la quatrième étape au sommet du mont Faron. Mais une fatigue générale le contraint à l'abandon sur Paris-Nice en mars. Des examens sanguins révèlent une mononucléose. En avril, il retrouve ses sensations sur le Tour de Romandie où il termine 105e. Lors du Critérium du Dauphiné, traditionnelle préparation pour le Tour de France, il se classe 12e du classement général, 2e du classement du meilleur jeune mais termine également premier Français. Sur le Tour d'Espagne, il remporte la 15e étape en solitaire à Peyragudes en devançant de plus de trois minutes Michele Scarponi, son ancien compagnon d'échappée et les favoris. Participant au contre-la-montre par équipes des championnats du monde de Florence, il termine avec son équipe quinzième à 3 minutes 19 secondes d'Omega Pharma-Quick Step. Geniez est ensuite remplaçant de l'équipe de France lors de la course en ligne. Aucun forfait n'ayant lieu dans la sélection française, Geniez ne dispute pas l'épreuve.
Geniez vise en 2014 la participation au Tour d'Italie. Il commence l'année par une douzième place sur le Tour méditerranéen puis la quatrième sur le Tour de l'Algarve.
En 2015, Geniez n'est pas en forme en début de saison et notamment lors du Tour de Catalogne qu'il ne termine pas. Au milieu du mois d'avril, Geniez est mis sous pression par son encadrement. Le 16 avril, il est échappé lors du Grand Prix de Denain et est repris dans les trois derniers kilomètres de l'épreuve par le peloton. Quatrième du Tour du Finistère deux jours plus tard, il remporte le lendemain le Tro Bro Leon. Ces courses sont courues par Geniez dans le cadre de sa préparation au Tour d'Italie. Lors de ce Tour d'Italie, Geniez se classe neuvième du classement général, soit sa première place dans les dix premiers d'un grand tour. Après ce Giro, Geniez est présent au Tour de France comme équipier de Thibaut Pinot. Lors de la vingtième étape qui se termine à L'Alpe d'Huez par une victoire de Pinot, il figure dans une échappée dont il s'extirpe et passe le col de la Croix-de-Fer en tête. Abordant en solitaire l'ascension finale, il voit Pinot revenir sur lui de l'arrière et joue son rôle d'équipier. À l'arrivée, Geniez est récompensé par le dossard rouge du combatif du jour. Après ce Tour de France, Geniez est présent au Tour de l'Ain. Deuxième du prologue dans la même seconde que le vainqueur Mike Teunissen, il remporte ensuite la troisième étape, ce qui lui permet de prendre la tête de la course qu'il gagne le lendemain. Cette saison correspond à la meilleure de Geniez à ce stade de sa carrière,.
En 2016, Geniez fait partie de l'équipe FDJ qui remporte la première étape de La Méditerranéenne disputée en contre-la-montre par équipes, ce qui est une première pour la formation française dans son histoire. Il est septième de cette épreuve. Sixième du contre-la-montre de Tirreno-Adriatico, il est ensuite troisième de celui du Critérium international que remporte son leader Thibaut Pinot. Pinot gagne l'épreuve, Geniez en est neuvième. Troisième du Tour du Finistère en avril, il participe en chef de file de FDJ pour le classement général au Tour d'Italie. Subissant deux chutes lors des premiers jours de course, il abandonne au cours de la quatrième étape. Trois semaines plus tard, il subit une intervention chirurgicale pour traiter une fracture du scaphoïde gauche consécutive aux chutes du Giro. Sa convalescence l'amène à renoncer à participer au Tour de France en tant que coéquipier de Thibaut Pinot. Après avoir gagné la quatrième étape du Tour de l'Ain, il est présent au Tour d'Espagne où il s'impose lors de la troisième étape en solitaire après avoir figuré dans une échappée. Il figure dans la sélection française constituée pour le premier championnat d'Europe sur route professionnel disputé à Plumelec.

#### AG2R La Mondiale (2017-2020)
Le transfert d'Alexandre Geniez dans l'équipe AG2R La Mondiale est annoncé le 16 août 2016. Ayant un contrat de deux ans, il déclare être un équipier pour Romain Bardet en montagne dans les principales courses du calendrier tout en pouvant jouer un rôle de chef de file sur d'autres courses. En 2017, il remporte trois courses : une étape du Tour La Provence, une autre du Tour de l'Ain et les Trois vallées varésines.
En 2018, et pour son premier jour de course de la saison, il gagne le Grand Prix d'ouverture La Marseillaise. Il enchaîne en remportant le prologue du Tour La Provence puis le classement général de cette épreuve. En septembre, il gagne la 12e étape du Tour d'Espagne.
Geniez dispute le Tour d'Espagne 2020, sa dernière course avec AG2R La Mondiale. En mauvaise condition physique, il abandonne dès la première étape. Cette saison est marquée pour Geniez par une méforme chronique.

#### Total Direct Énergie (2021-2022)
Le 6 août 2020, l'équipe Total Direct Énergie annonce le recrutement d'Alexandre Geniez à partir de 2021. Le contrat a une durée de deux saisons. En novembre 2021, Geniez annonce son intention de terminer sa carrière à la fin 2022.
Il commence sa saison 2022 au Tour d'Arabie saoudite au début du mois de février. Testé positif au SARS-CoV-2 après cette course, sa participation au Tour du Rwanda est un temps incertaine. Le 20 février 2022, il est bien au départ de l'épreuve et en gagne le prologue sous la pluie, mais perd le maillot jaune au bout de deux jours. Le 24 février, il remporte la cinquième étape. Annonçant quelques jours après la fin de cette course et de sa condamnation en première instance pour violences conjugales la fin de sa carrière pour la fin de l'année 2022, il ne participe plus à des courses par la suite, et déclare finalement le 3 juin arrêter sa carrière avec effet immédiat en accord avec son équipe.

## Geniez dans le peloton
Le modèle de Geniez dans le peloton est David Moncoutié. Les courses qu'il affectionne particulièrement sont Liège-Bastogne-Liège pour les courses d'un jour ainsi que le Tour méditerranéen et le Tour de Luxembourg pour les courses à étapes,. Ses performances de début d'année 2014 l'amènent à viser davantage les courses à étapes d'une semaine. Il est classé grimpeur.

## Vie privée
Alexandre Geniez a deux enfants avec sa compagne, rencontrée en 2013. Le couple s'est séparé en 2021. Sa compagne porte plainte pour violence conjugale. En janvier 2022, au Tribunal de Rodez, le procureur requiert six mois de prison avec sursis à l'encontre de Geniez. Il est condamné le 2 mars 2022 à quatre mois de prison avec sursis, ainsi qu'à un euro de dommages et intérêts à son ex-compagne. Contestant cette sentence, il fait appel auprès du tribunal de Montpellier.

## Palmarès

### Palmarès amateur
- 2007
  - Grand Prix de Capdenac
- 2008
  - 2e du Trophée National de Pujols
  - 2e du Week-end Béarnais
- 2009
  - Champion de Provence sur route
  - Grand Prix d'Ouverture Pierre-Pinel
  - Classement général de la Ronde de l'Isard d'Ariège
  - Bosses du Haut-Drac
  - Grand Prix d'Ancelle
  - 4e étape du Tour de la Vallée d'Aoste
  - 4e étape du Tour de Moselle
  - 2e du Souvenir Vietto-Gianello
  - 2e du Tour de Gironde

### Palmarès professionnel
| - 2010 - 2e de la Route du Sud - 2011 - 4e étape du Tour d'Autriche - 2e du Tour de Luxembourg - 2012 - 9e du Tour de Pologne - 2013 - 15e étape du Tour d'Espagne - 2015 - Tro Bro Leon - Tour de l'Ain : - Classement général - 3e étape - 9e du Tour d'Italie - 2016 - 1re étape de La Méditerranéenne (contre-la-montre par équipes) - 4e étape du Tour de l'Ain - 3e étape du Tour d'Espagne - 3e du Tour du Finistère | - 2017 - 2e étape du Tour La Provence - 4e étape du Tour de l'Ain - Trois vallées varésines - 3e du Tour La Provence - 3e du Tour de l'Ain - 2018 - Grand Prix d'ouverture La Marseillaise - Tour La Provence : - Classement général - Prologue - 12e étape du Tour d'Espagne - 2019 - 2e étape du Tour de l'Ain - 2022 - Prologue et 5e étape du Tour du Rwanda |  |

## Résultats sur les grands tours

### Tour de France
2 participations
- 2013 : 44e
- 2015 : 112e

### Tour d'Italie
5 participations
- 2014 : 13e
- 2015 : 9e
- 2016 : abandon (4e étape)
- 2017 : abandon (4e étape)
- 2018 : 11e

### Tour d'Espagne
7 participations
- 2011 : 159e
- 2012 : 90e
- 2013 : 47e, vainqueur de la 15e étape
- 2016 : 108e, vainqueur de la 3e étape
- 2017 : non partant (16e étape) (exclu par son équipe avec Nico Denz pour s'être accrochés à la voiture de leur directeur sportif[48])
- 2018 : 90e, vainqueur de la 12e étape
- 2020 : abandon (1re étape)

## Classements mondiaux
Alexandre Geniez apparaît pour la première fois dans un classement de l'UCI en 2009. Il s'agit du classement continental de l'Europe Tour où il est 127e. Son meilleur résultat au niveau mondial est une 85e place sur l'UCI World Tour 2015. Il obtient son meilleur classement continental en 2017 en étant 54e de l'Europe Tour.
| Année                  | 2009 | 2010 | 2011 | 2012 | 2013 | 2014 | 2015 | 2016 | 2017 | 2018 | 2019  | 2020  |
| ---------------------- | ---- | ---- | ---- | ---- | ---- | ---- | ---- | ---- | ---- | ---- | ----- | ----- |
| Calendrier mondial UCI | nc   | nc   |      |      |      |      |      |      |      |      |       |       |
| UCI World Tour         |      |      |      |      | 123e | 107e | 85e  | 138e | 326e | 135e |       |       |
| Classement mondial UCI |      |      |      |      |      |      |      | 201e | 153e | 135e | 1152e | 1964e |
| UCI Europe Tour        | 127e | 126e | 65e  | 891e |      |      |      | 154e | 54e  | 128e | 811e  | 1433e |